# TV Tokyo
JOTX-DTV, познат као TV Tokyo, јапанска је телевизијска станица. Седиште се налази у Минату, специјалној четврти Токија. TV Tokyo је један од пет приватних емитера из Токија.